# Didier Thirion
Pour les articles homonymes, voir Thirion.
Didier Thirion, né le 17 février 1763 à Thionville (province des Trois-Évêchés, actuel département de la Moselle), mort le 28 décembre 1815 à Metz, est un homme politique de la Révolution française.

## Biographie

### Avant la Révolution
Son père, Jean Thirion, est tailleur d'habits, marié à Catherine Becker.
Didier Thirion est précepteur auprès du comte de Tréveneuc, et professeur au collège des Oratoriens de Béthune puis de Metz. 

### Sous la Révolution
En 1790, une société populaire est créée à Thionville. Didier Thirion y adhère, la préside en septembre 1791 et y côtoie Étienne Bar, Nicolas Hentz et  Antoine Merlin, qui devinrent ses collègues à la Convention nationale. 

#### Mandat à la Convention
La monarchie constitutionnelle mise en application par la constitution du 3 septembre 1791 prend fin à l'issue de la journée du 10 août 1792 : les bataillons de fédérés bretons et marseillais et les insurgés des faubourgs de Paris prennent le palais des Tuileries.  
En septembre 1792, Didier Thirion est élu député du département de la Moselle, le septième sur huit, à la Convention nationale. 

Il siège sur les bancs de la Montagne. Lors du procès de Louis XVI, il vote la mort, et rejette l'appel au peuple et le sursis à l'exécution de la peine. Il déclare, lors du troisième appel nominal relatif à la peine à infliger : 
Je n'ai ni père, ni fils à venger, mais cent mille de mes concitoyens. Je vote pour la mort.
Le 13 avril 1793, il s'abstient de voter lors de la mise en accusation de Jean-Paul Marat :
Comme, dans cette étrange affaire, les principes et les formes les plus sacrés de la justice et de la raison ont été oubliés ou violés ; comme l'acte énonciatif des griefs articulés contre un de nos collègues, un des représentants du peuple, n'a pas encore été communiqué à l'accusé ; [...] je déclare que, quant à présent, je ne puis, en ma conscience, exprimer aucun vœu.
Le 28 mai, il vote contre le rétablissement de la Commission des Douze.
Le 25 juillet, il est élu secrétaire de la Convention aux côtés de Pierre-Jean Audouin (député de Seine-et-Oise), de Pierre-Arnaud Dartigoëyte (député des Landes) et de Jacques-Louis David (député de la Seine), sous la présidence de Georges Danton (député de la Seine). 

Le 27 août 1793, Didier Thirion est envoyé en mission dans les départements de l'Eure-et-Loir et de la Sarthe, afin d'y accélérer la levée en masse. Le 22 septembre, ses pouvoirs sont étendus au département de la Mayenne. Le 24, au cours de son passage à La Flèche, il fait brûler les reliquaires qui contenaient les cœurs d'Henri IV et de Marie de Médicis : 
Je viens de faire brûler sur la place publique les cœurs d'Henri IV et de Marie de Médicis, qui se trouvaient encore exposés à l’idolâtrie du peuple dans l'église du collège de cette ville. [...] J'ai fait voir que ce prétendu bon roi avait fait égorger, dans les horreurs d'une longue guerre civile, des millions de Français, pour soutenir ce qu'il appelait ses droits de naissance. Quant à Médicis, j'ai prouvé que cette Italienne avait fait au moins autant de mal à la France que l'Autrichienne Antoinette. 
Le 25 frimaire an II (15 décembre 1793), Didier Thirion est rappelé à la Convention. Bertrand Barère (député des Hautes-Pyrénées) et Georges Couthon (député du Puy-de-Dôme), membres du Comité de Salut public, lui reprochent de retenir les troupes de l'armée du Nord à Dreux plutôt que de les conduire en direction d'Alençon : 
Tu as pensé sans doute que les dix mille hommes, extraits de l'armée du Nord, ne marchaient que pour stationner à Dreux ou pour secourir seulement Chartres. Leur destination est pour exterminer les brigands et pour se porter en masse partout où les brigands se porteront.
De retour à Paris, il rend compte de sa mission et, défendu par Louis-Joseph Charlier (député de la Marne), il est blanchi. 

Didier Thirion prend part à la chute de Robespierre. Dans ses mémoires, Marc Antoine Baudot (député de Saône-et-Loire) affirme que Thirion insulte Robespierre durant la procession de la fête de l'Être suprême. Le 8 thermidor (le 26 juillet), il s'oppose à l'impression du discours de Robespierre et à son envoi aux départements :
Le discours de Robespierre présente des accusateurs et des accusés, qui tous sont nos collègues, et auxquelles vous devez une justice égale. [...] Je ne sais comment Robespierre seul prétend avoir raison contre plusieurs. 

##### Député de la «Crête»
Didier Thirion siège parmi les « derniers Montagnards »,. 

Le 3 frimaire an III (le 23 novembre 1794), il vote en faveur de la mise en accusation de Jean-Baptiste Carrier (député du Cantal), accusé d'avoir provoqué les noyades et les fusillades de Nantes, mais motive son opinion : 
[...] si, à mes yeux, les délits révolutionnaires de notre collègue Carrier, sont probables, les desseins contre-révolutionnaires de plusieurs de ses dénonciateurs ne le sont pas moins. J’espère que la Convention nationale, en se montrant sévère contre l’homme de la Révolution qui a outrepassé ses devoirs les lois, acquerra un nouveau droit de frapper quiconque tenterait de renverser le gouvernement populaire et démocratique,que la nation française a solennellement adopté. 
Lors de l'insurrection du 12 germinal an III, au terme de laquelle les anciens membres du Comité de Salut public sont déportés (Bertrand Barère, Jacques-Nicolas Billaud-Varenne et Jean-Marie Collot d'Herbois) sont déportés sur l'île d'Oléron, il signe la demande d'appel nominal. 
Le 18 floréal an III (le 7 mai 1795), il est élu membre de la Commission des Vingt-et-Un chargée d'examiner la conduite de Joseph Lebon (député du Pas-de-Calais), accusé d'avoir commis des exactions au terme de sa mission dans le Nord-Pas-de-Calais. 
Accusé d'avoir pris part à l'insurrection du 1er prairial an III (20 mai 1795), Didier Thirion est décrété d'arrestation le 8 prairial (le 27 mai). Il bénéficie de l'amnistie votée à la clôture de la Convention. 

#### Sous le Directoire
Thirion n'est pas réélu député sous le Directoire. Il est nommé commissaire du Directoire près l'administration centrale de la Moselle en décembre 1795. Fin vendémiaire an VI (octobre 1797), il est accusateur public près le tribunal criminel du département de la Lys.
Il est rappelé aux fonctions de commissaire du Directoire près l'administration de Moselle en l'an VII (juillet 1799),. Avec l'appui de Barras et des députés de la Moselle Giral et Bar, il lutte contre les républicains modérés.
Il publie deux brochures pour justifier son action durant son mandat à la Convention. Dans Mon dernier mot à mes anciens collègues, publié en l'an VI (1798), il regrette d'avoir contribué à l’élimination de Robespierre qui ouvrit la voie à une « sanglante, affamante et atroce réaction ».

### Après la Révolution
Écarté politiquement par le coup d’État du 18 brumaire an VIII (9 novembre 1799), il obtient cependant en 1801 la chaire des Belles-Lettres à l'École centrale de Namur (Sambre-et-Meuse) . Il passe ensuite au lycée de Mayence en 1803 et, en 1809, il est nommé professeur de littérature latine à la faculté de Douai, poste qu'il conserve jusqu'en 1814, date de son retour en Moselle après la Restauration,.
Revenu à Paris, il adhère aux actes additionnels de l'empire du 22 avril 1815.
Il meurt fin décembre 1815, quelques jours avant la promulgation de la loi du 12 janvier 1816 qui bannit hors de France les députés régicides ayant rallié l'Empire pendant les Cent-Jours.

## Sources
- « Didier Thirion », dans Adolphe Robert et Gaston Cougny, Dictionnaire des parlementaires français, Edgar Bourloton, 1889-1891 [détail de l’édition]
- Auguste Kuscinski, Dictionnaire des Conventionnels, Société de l'histoire de la Révolution française, F. Rieder, 1916
- Henri Chardon, Les Vendéens dans la Sarthe, Imprimerie Edmond Monoyer éditeur, Le Mans, 1869